# Sarcoscypha coccinea
Sarcoscypha coccinea (Giovanni Antonio Scopoli, 1772 : Samuel Frederick Gray, 1821 ex Émile Boudier, 1885/1907), din încrengătura Ascomycota în familia Sarcoscyphaceae și de genul Sarcoscypha,, denumită în popor ochiul caprei, urechea babei sau, ca și alte specii, numai urechiușă precum pocalul de rubin al elfilor și pocalul piticilor, este o specie de ciuperci comestibile și saprofite foarte răspândite, ce descompune resturi vegetale. Buretele se dezvoltă în România, Basarabia și Bucovina de Nord numai în păduri de foioase pe sol bazic, calcaros și nisipos precum o împrejurare umedă pe lemn aflat în putrefacție, cu precădere de alun, arin, diverși arțari, plop tremurător și salcie, pe ramuri căzute sau sub stratul de frunze moarte, crescând aproape mereu în grupuri mari, iar extrem de rar izolate. Apare de la câmpie la munte (dar nu peste aproximativ 1300 m), odată cu dezghețul, din martie (în ani cu o iarnă mai caldă chiar și din februarie) până în mai.

## Taxonomie

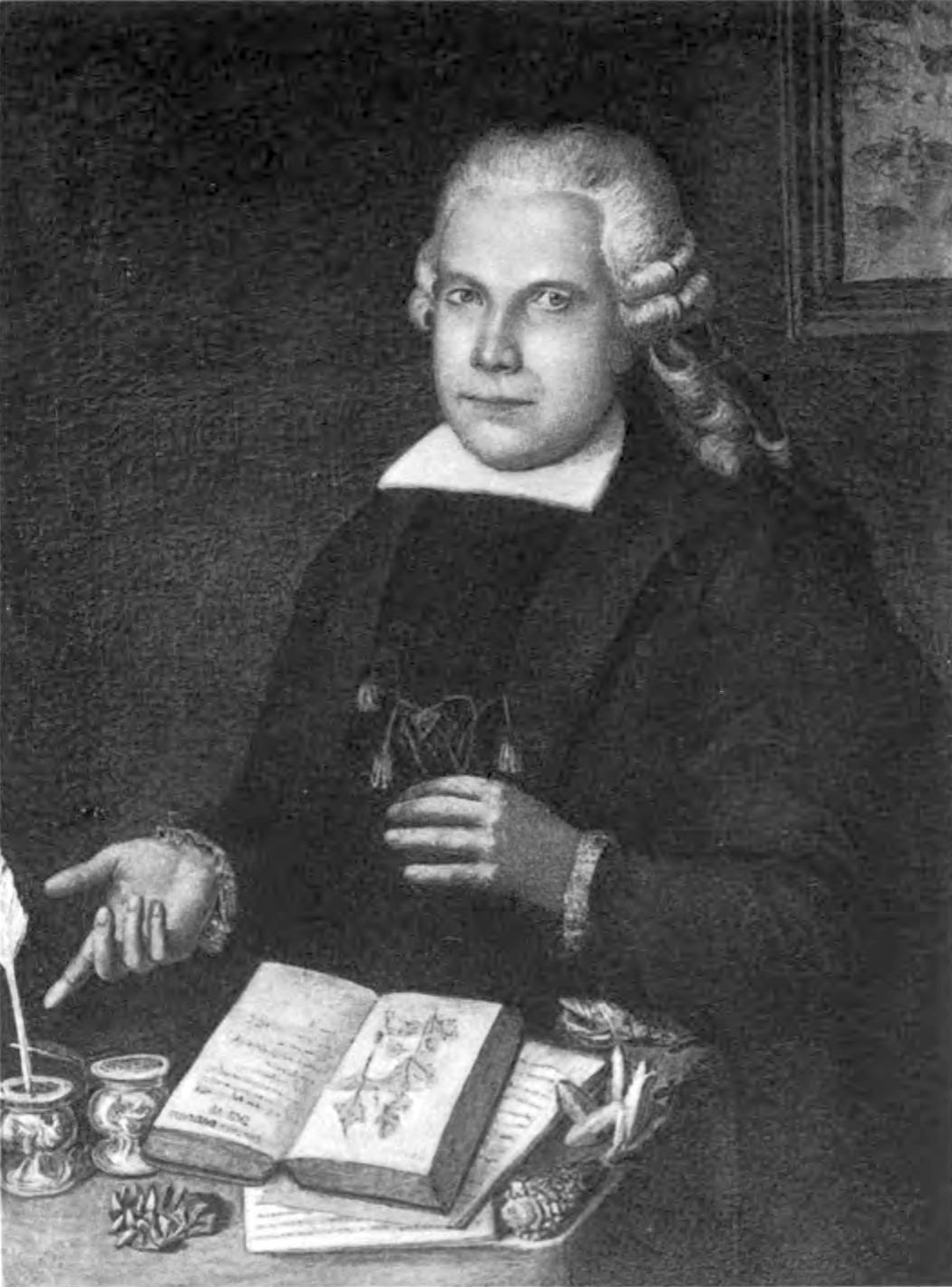
Giovanni Antonio Scopoli

Numele binomial actual valabil (2023) al speciei Sarcoscypha coccinea a fost și tot mai este discutat foarte divergent de micologii lumii. Această circumstanță este cauzată pe o parte mulțimii de variații ale acestei ciuperci, pe de alta confuziei probabile cu alte soiuri tare asemănătoare de mulți micologi cu renume în trecut.
Acceptată  este de toți prim-descrierea micologului italian Giovanni Antonio Scopoli sub numele Helvella coccinea, de verificat  în volumul 2 al operei sale Flora carniolica exhibens plantas Carnioliae indigenas din 1772.
Acest articol se ține de taxonomia lui Paul M. Kirk (micolog, profesor universitar, membru al comitetului de nomenclatură pentru ciuperci din 1995) din 2014, cu bazionimul Macroscyphus coccineus al lui (Samuel Frederick Gray din 1821 (bazând pe Scopoli) și redenumirea lui Émile Boudier din 1885.
Cele două baze de date mari, Index Fungorum și Mycobank (mai prestigioasă), acceptate drept oficiale (ca 2 din 3) de comitetul de nomenclatură, confirmă taxonomia lui Kirk.
În multe cărți micologice se mai găsește taxonul cu referința (Scop.) Lambotte (1889).
Celelalte încercări de redenumire nu mai sunt folosite sau nu au fost niciodată uzate, fiind astfel neglijabile.

## Descriere

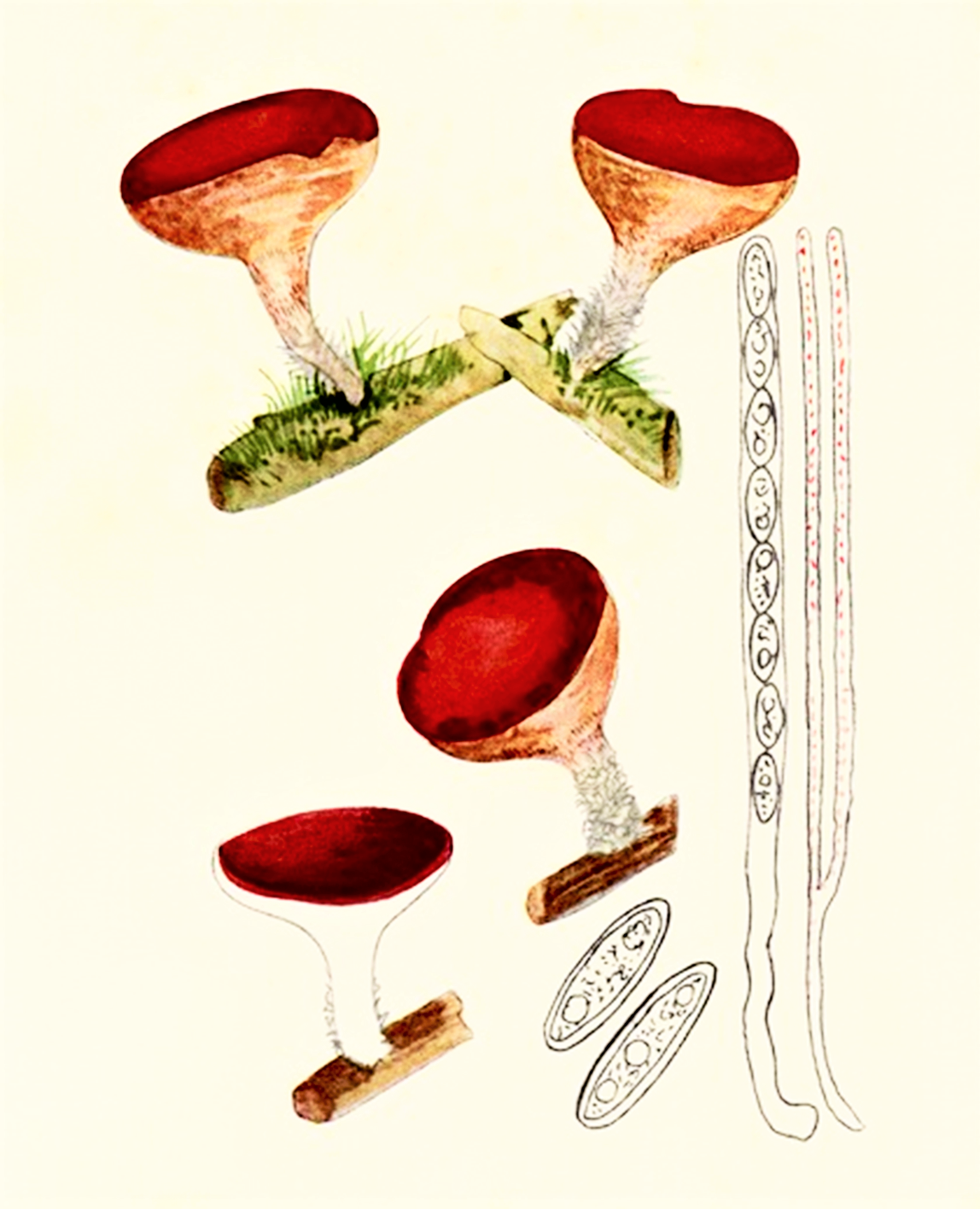
Bres.: Sarcoscypha coccinea

- Corpul fructifer: are un diametru 3-6 cm și o înălțime de 1,5-4 cm, este la început încă închis, globulos și albicios, apoi se deschide sub forma unei cupe regulate, mai târziu ovale sau reniforme, cu marginea ondulată și răsfrântă spre interior, devenind la bătrânețe ceva neregulat, fiind atunci adesea ondulat, crestat și cu rupturi la margine. Suprafață inferioară (superioară), cea fertilă (adică cea căptușită cu stratul himenal care va produce sporii), este netedă și lucioasă, de culoare variabilă între roșu-carmin, roșu aprins și roz-intens, ce va păli odată cu vârsta și va trece câteodată chiar către portocaliu. Culoarea stacojie este datorată unui număr de 5 pigmenți, intre care și beta-carotenul. Suprafața exterioară este fin catifelată până slab pâsloasă, de culoare mult mai deschisă, roz-albicioasă și câteodată cu nuanțe de ocru.
- Piciorul: când este prezent, este rudimentar, scurt cu o înălțime de 0,5–2 (3) cm și o grosime de până la numai 0,6 cm, subțiat la bază, plin, destul de dens și cu suprafața acoperită de un puf fin, de aceiași culoare cu suprafața exterioară, dar cu un vârf roșiatic.
- Carnea: este albă până gălbui albicioasă cu un strat roșiatic spre exterior, subțire, fragilă, ceroasă și ușor casantă. Este fără miros sau gust specific.[5][6][7]
- Caracteristici microscopice: are spori elipsoidali, netezi, tineri hialini (translucizi), bi-gutulați, cu multe picături uleioase în interior și mari, având o mărime de 24–35 × 10–14 microni. Pulberea lor est albicioasă.

Ascele sunt lungi și cilindrice măsurând 300-350 x 10 microni și poartă 8 spori haploizi. Parafizele (celule sterile între asce) sunt subțiri, cilindrice, de multe ori furcate, cu vârfuri rotunjite, fiind și ele hialine.
- Reacții chimice: nu sunt cunoscute.[13]

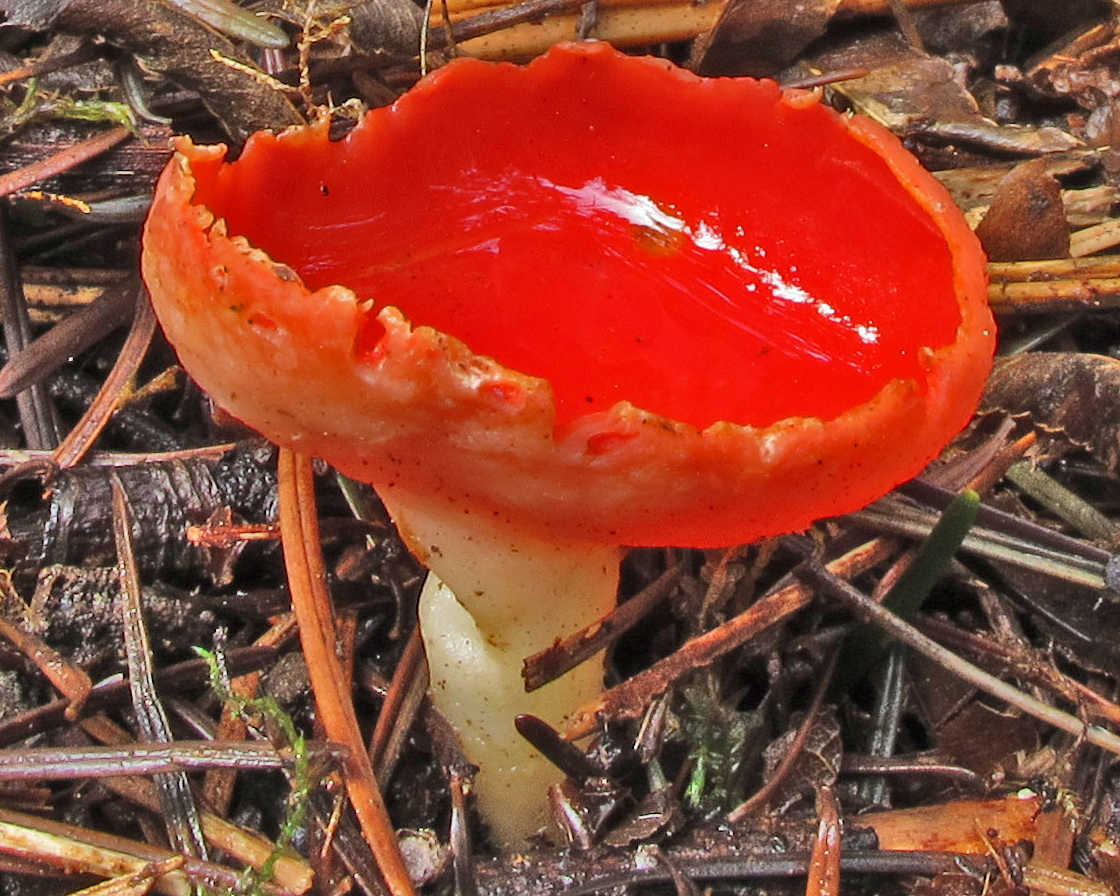
S. coccinea, corp fructifer și picior
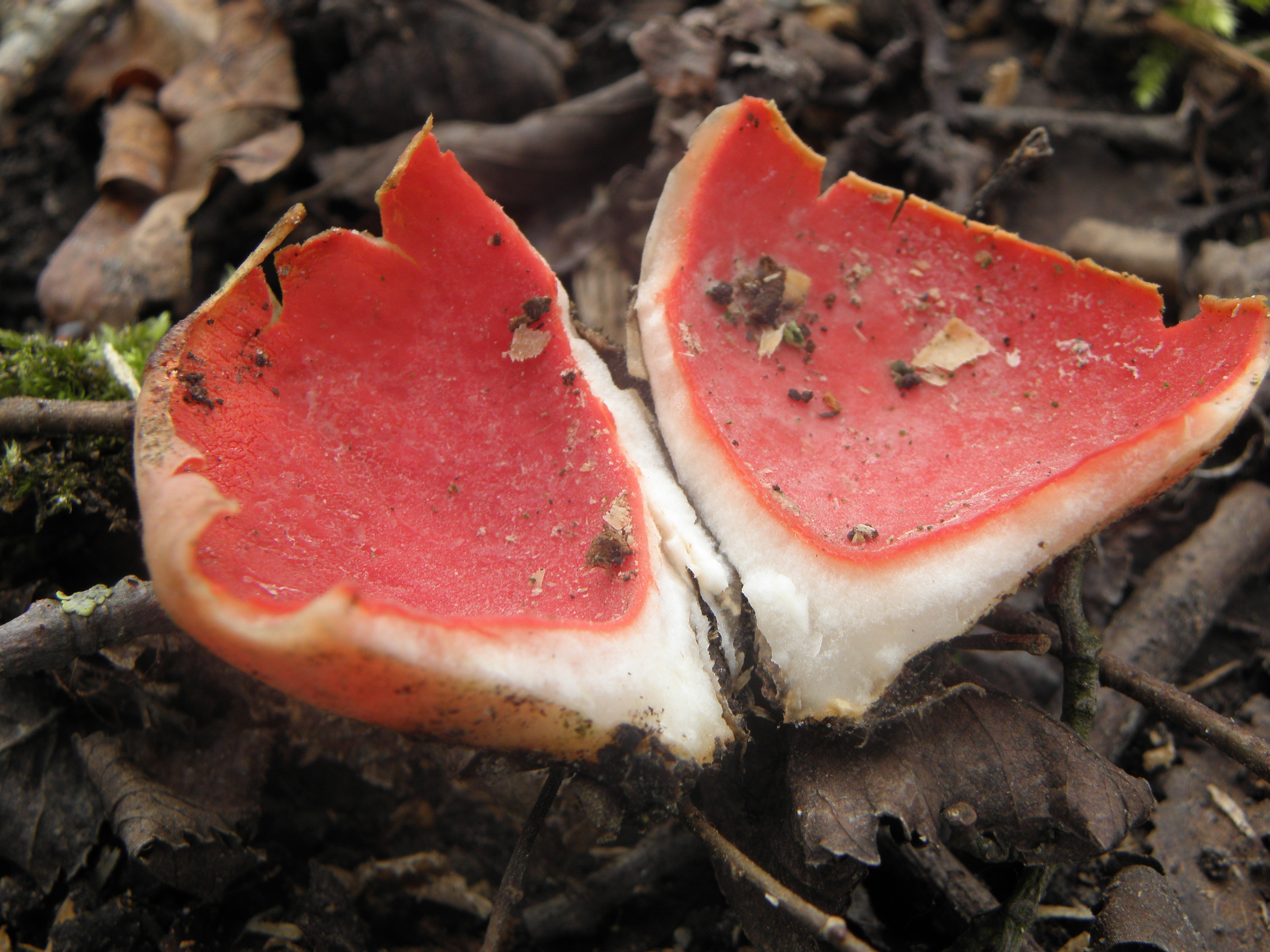
S. Coccinea, secțiune longitudinală
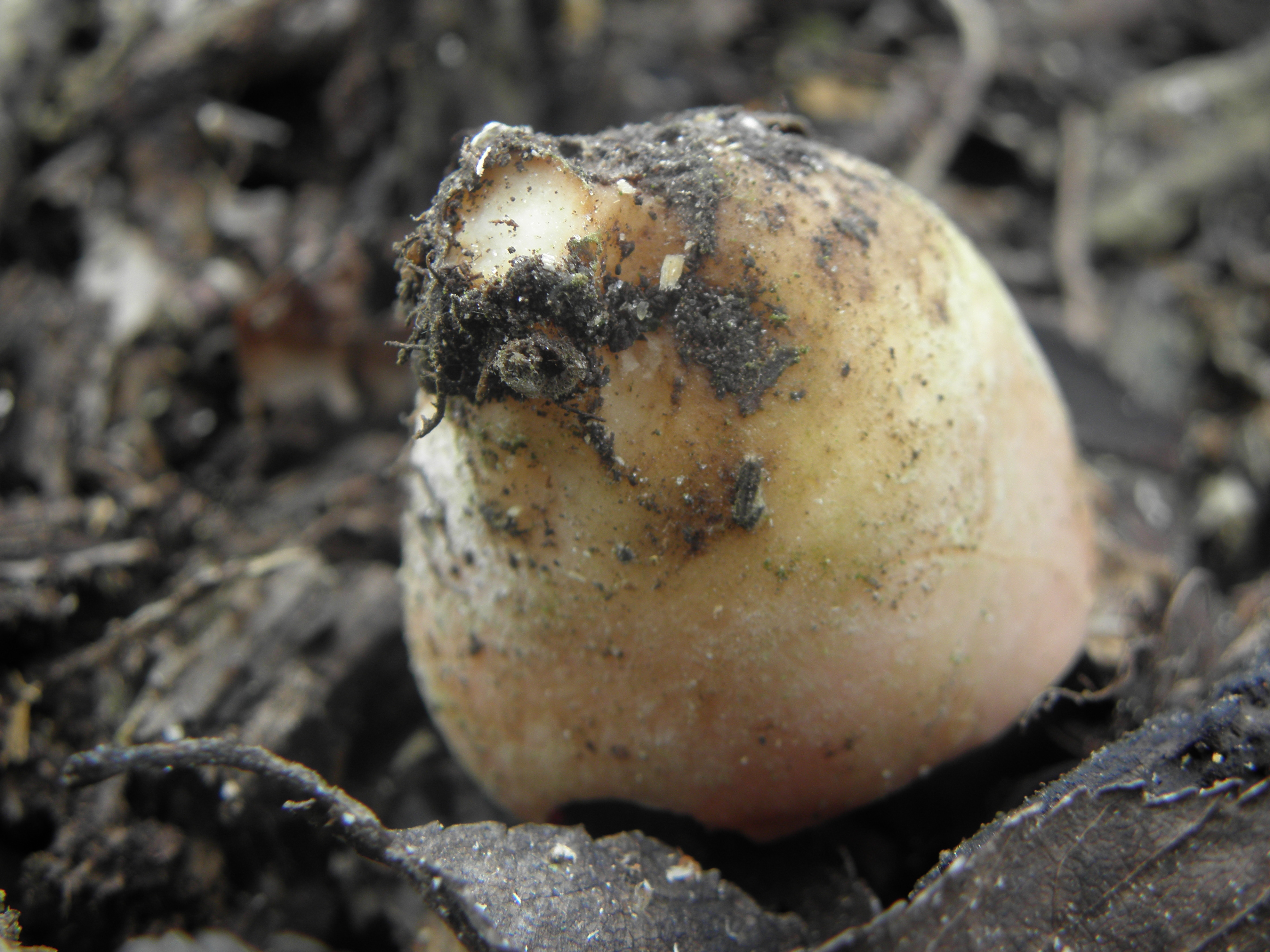
S. Coccinea în stadiul inițial
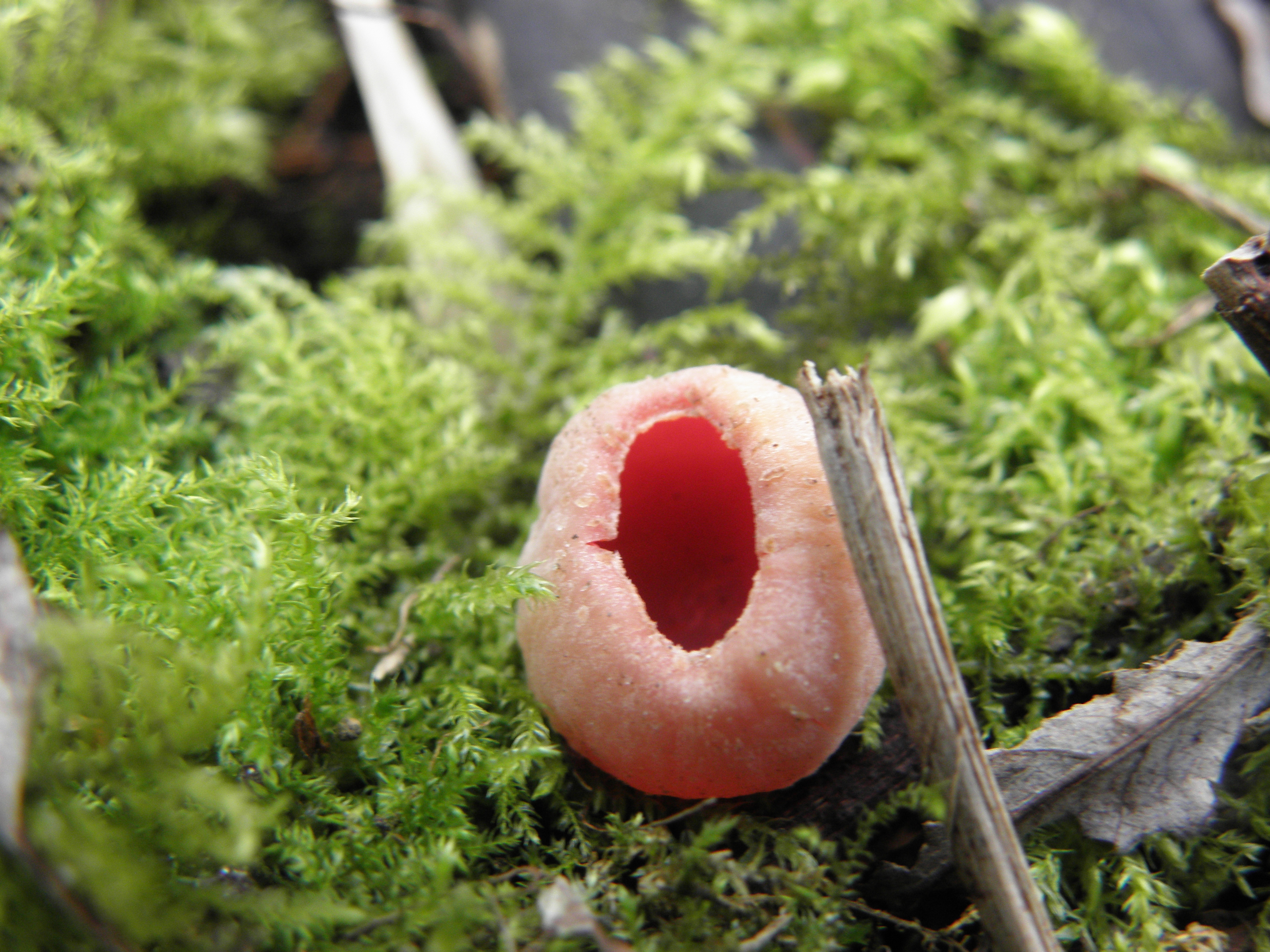
S. coccinea tânără
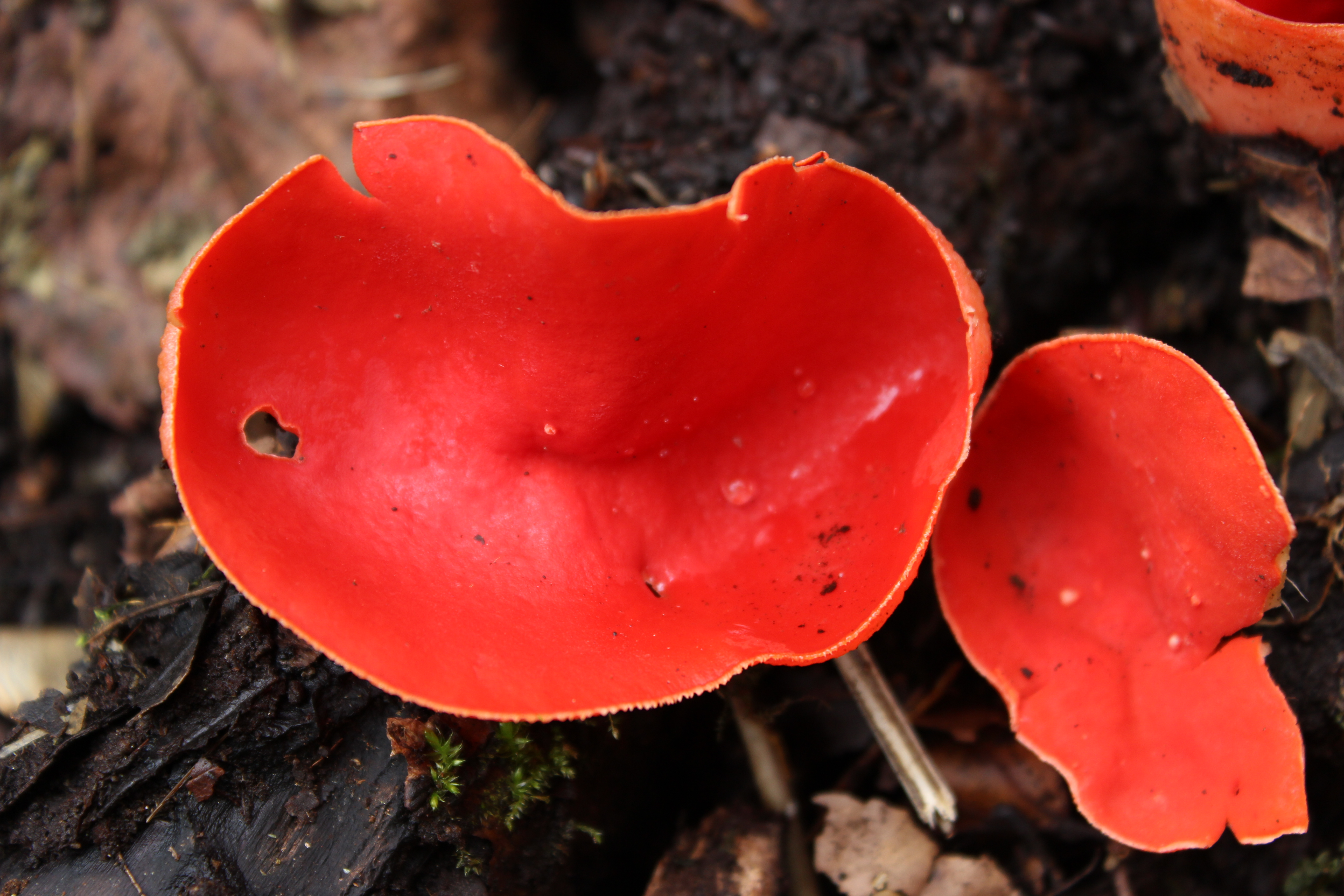
S. coccinea bătrâne

## Confuzii
Ochiul caprei poate fi confundat cu speciile inofensive Aleuria aurantia, Caloscypha fulgens, Disciotis venosa, Helvella acetabulum, Peziza repanda, Sarcoscypha austriaca, Sarcoscypha dudleyi, Sarcoscypha jurana, Tremiscus helvelloides, sin. Guepina helvelloida, dar de asemenea cu otrăvitoarea Sarcosphaera coronaria sin. Sarcosphaera crassa (posibil foarte otrăvitoare),

## Specii de ciuperci asemănătoare

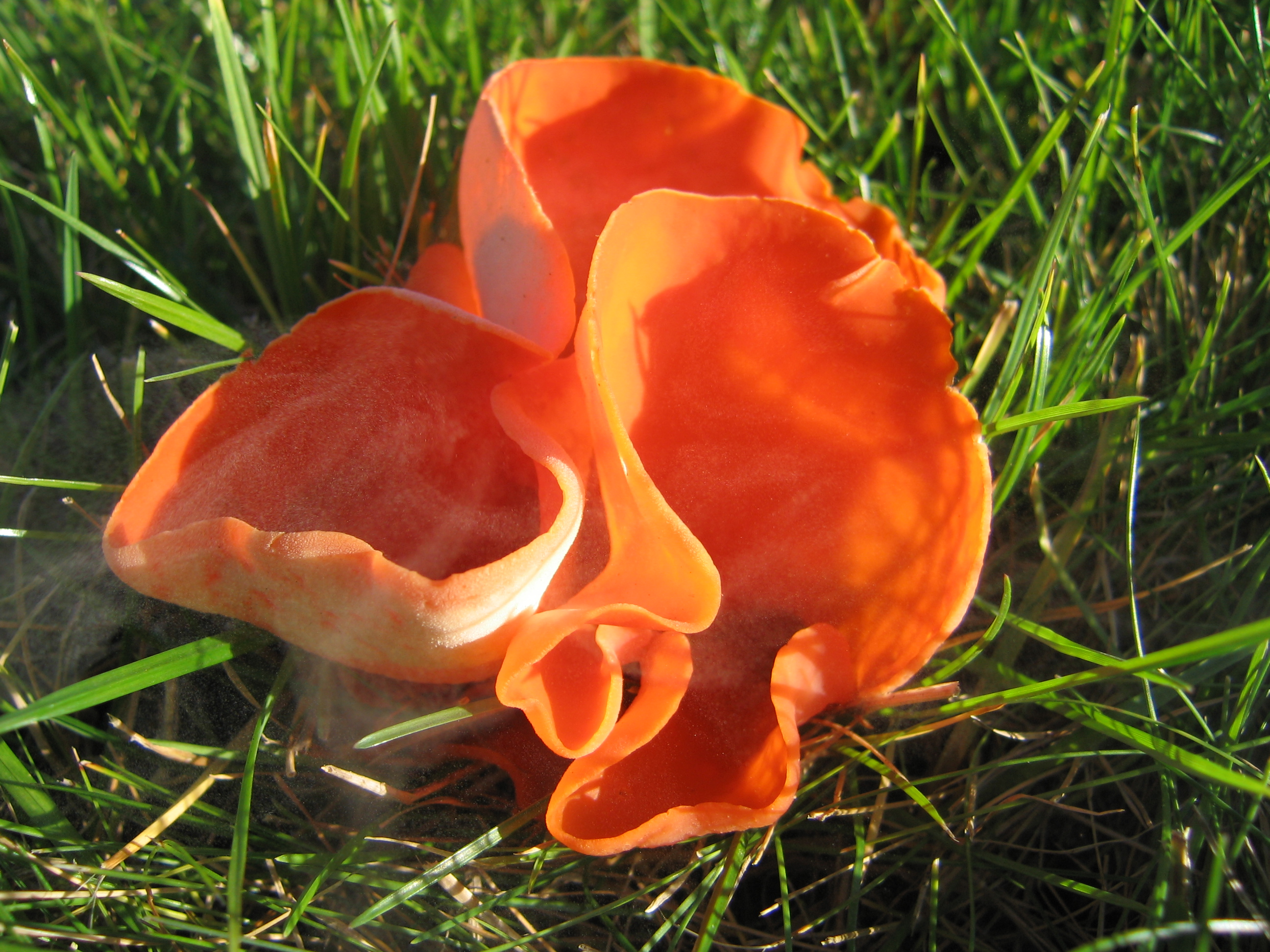
Aleuria aurantia
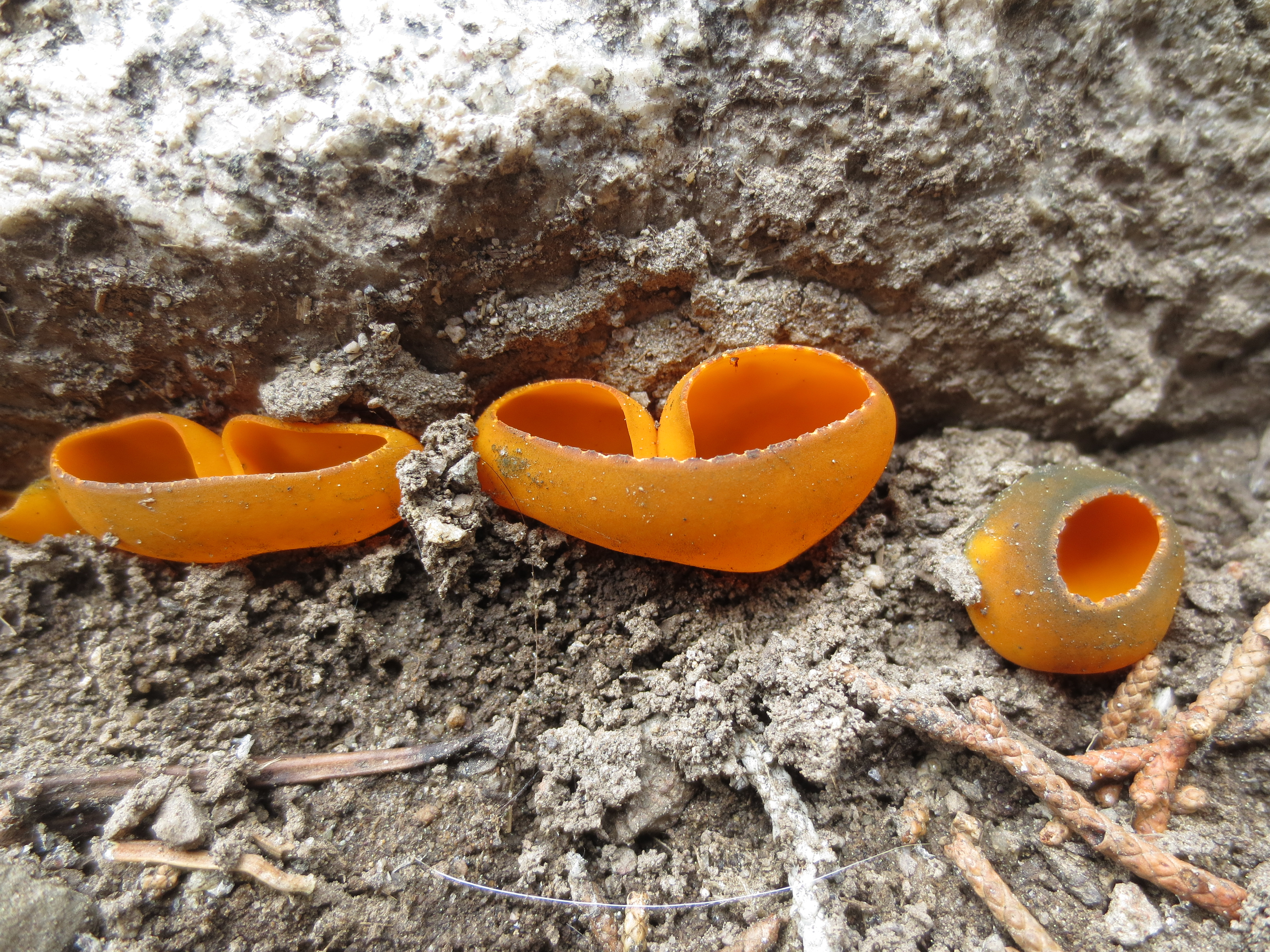
Caloscypha fulgens
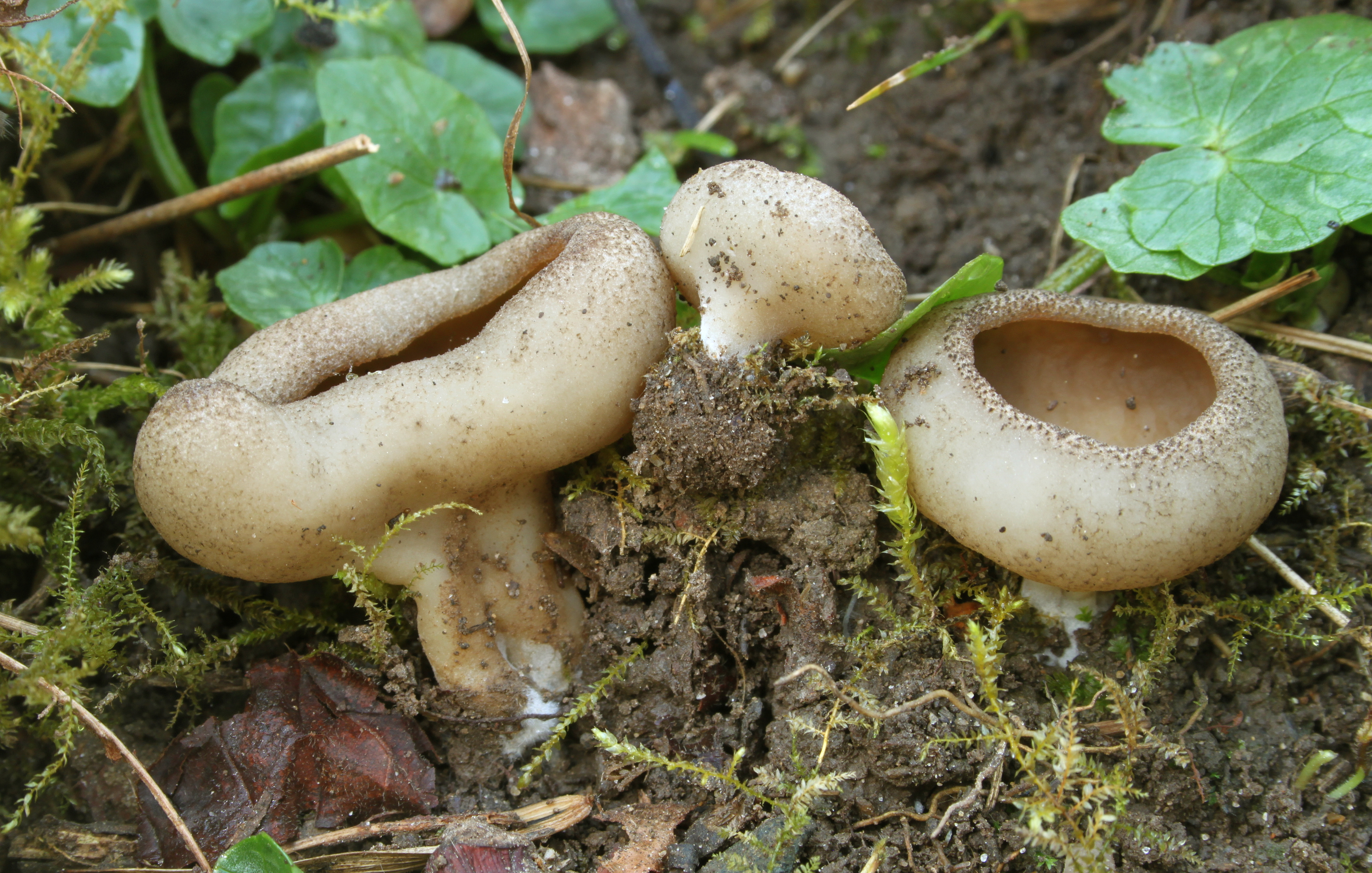
Disciotis venosa
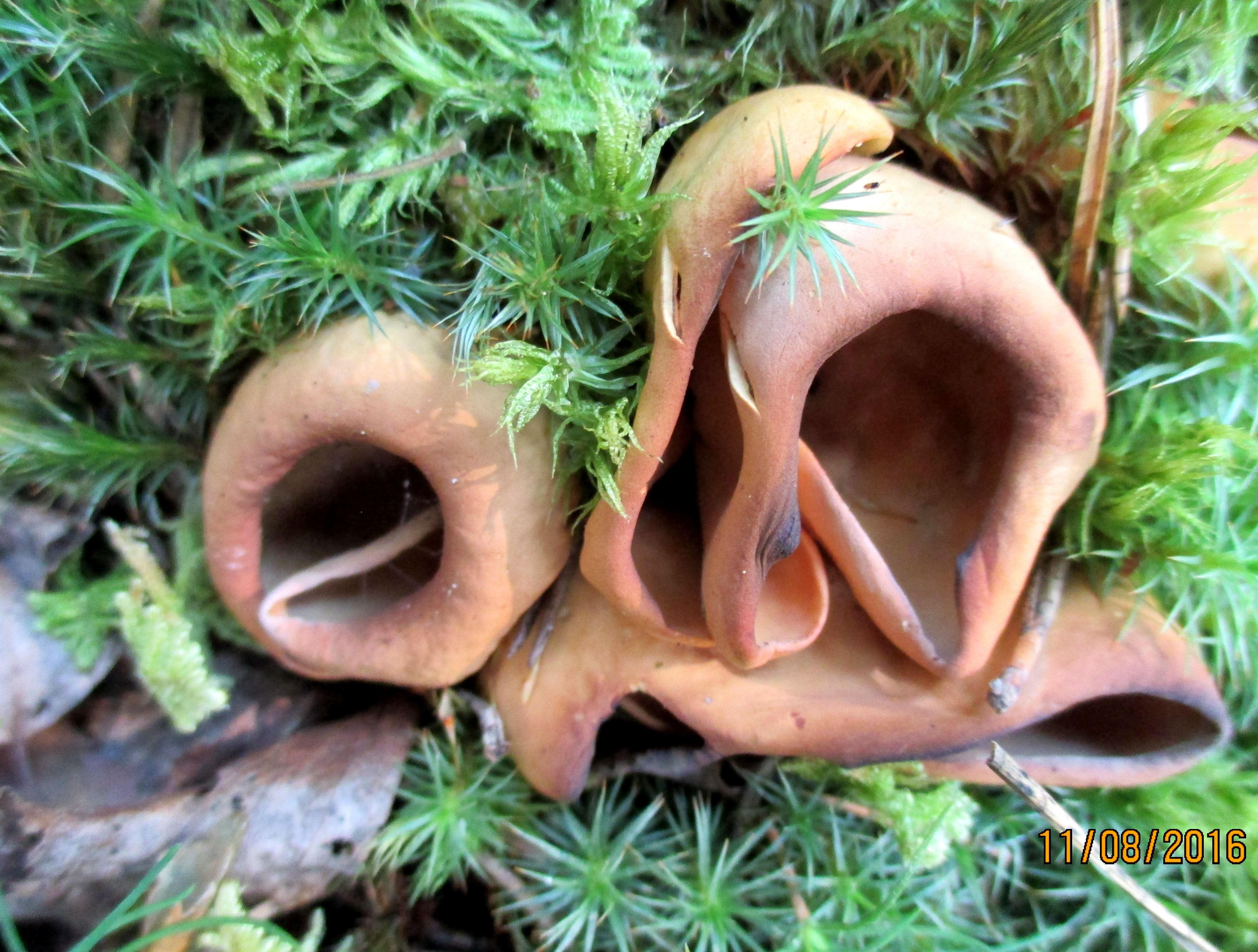
Helvella acetabulum
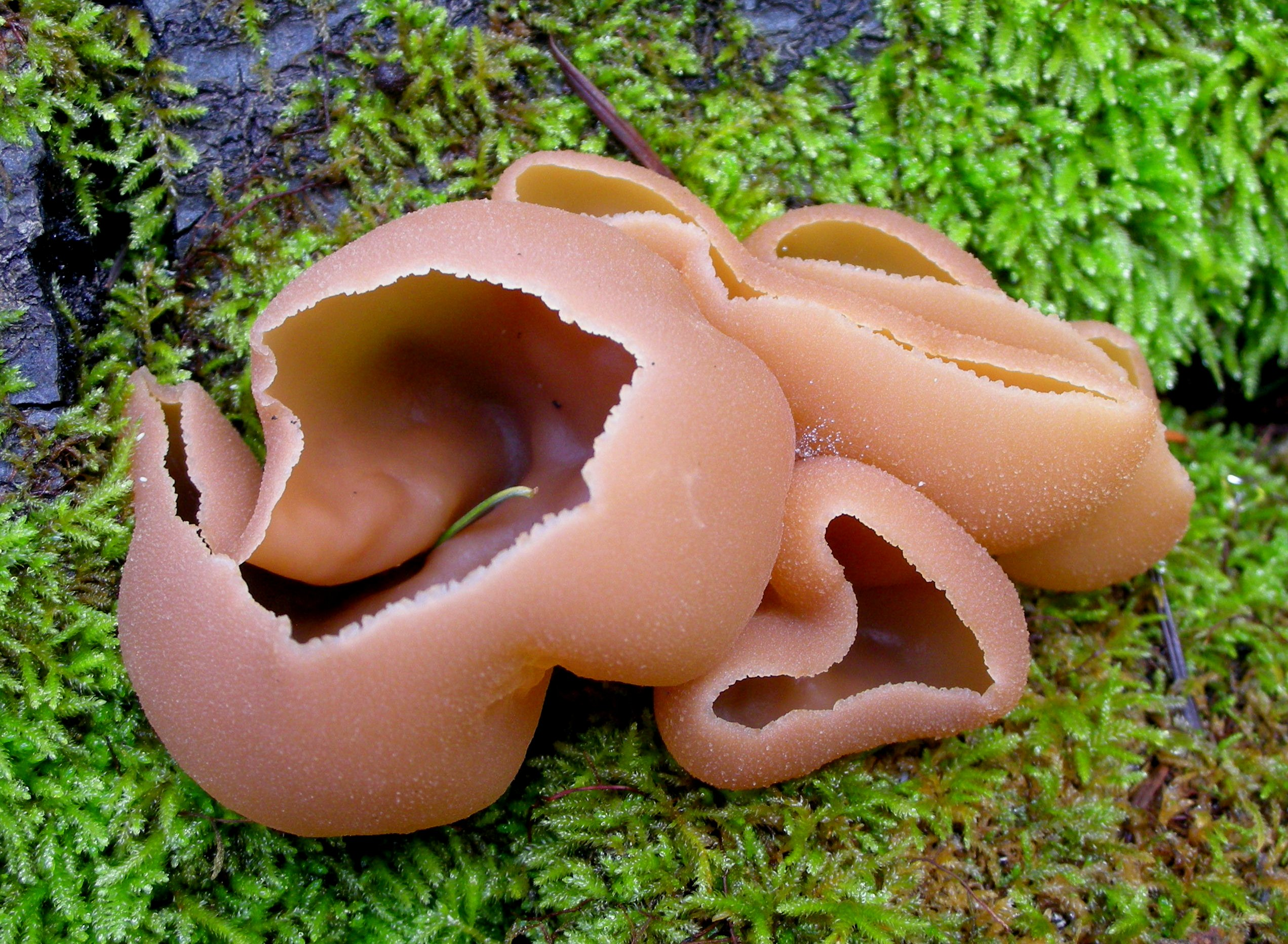
Peziza repanda
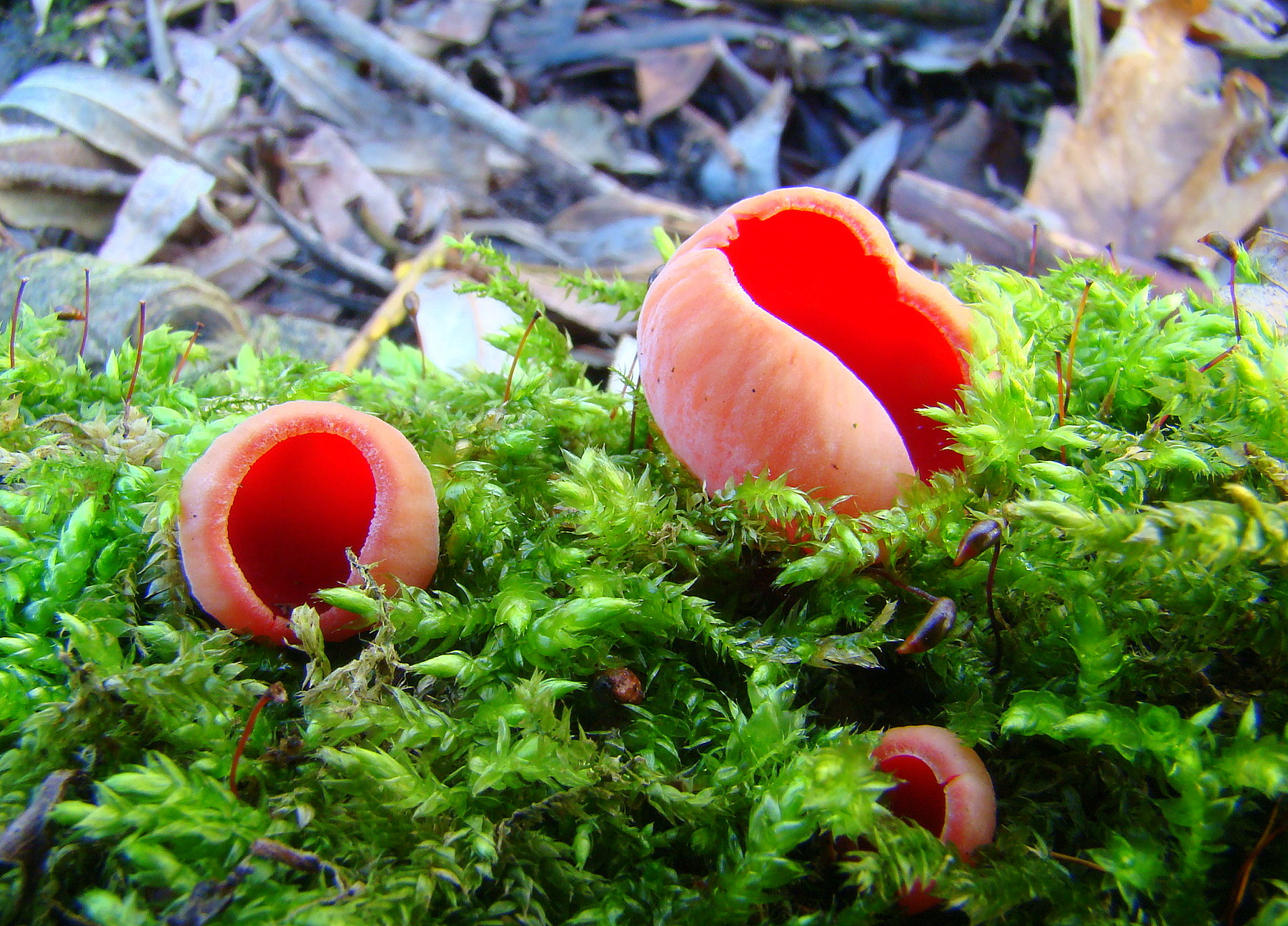
Sarcoscypha austriaca
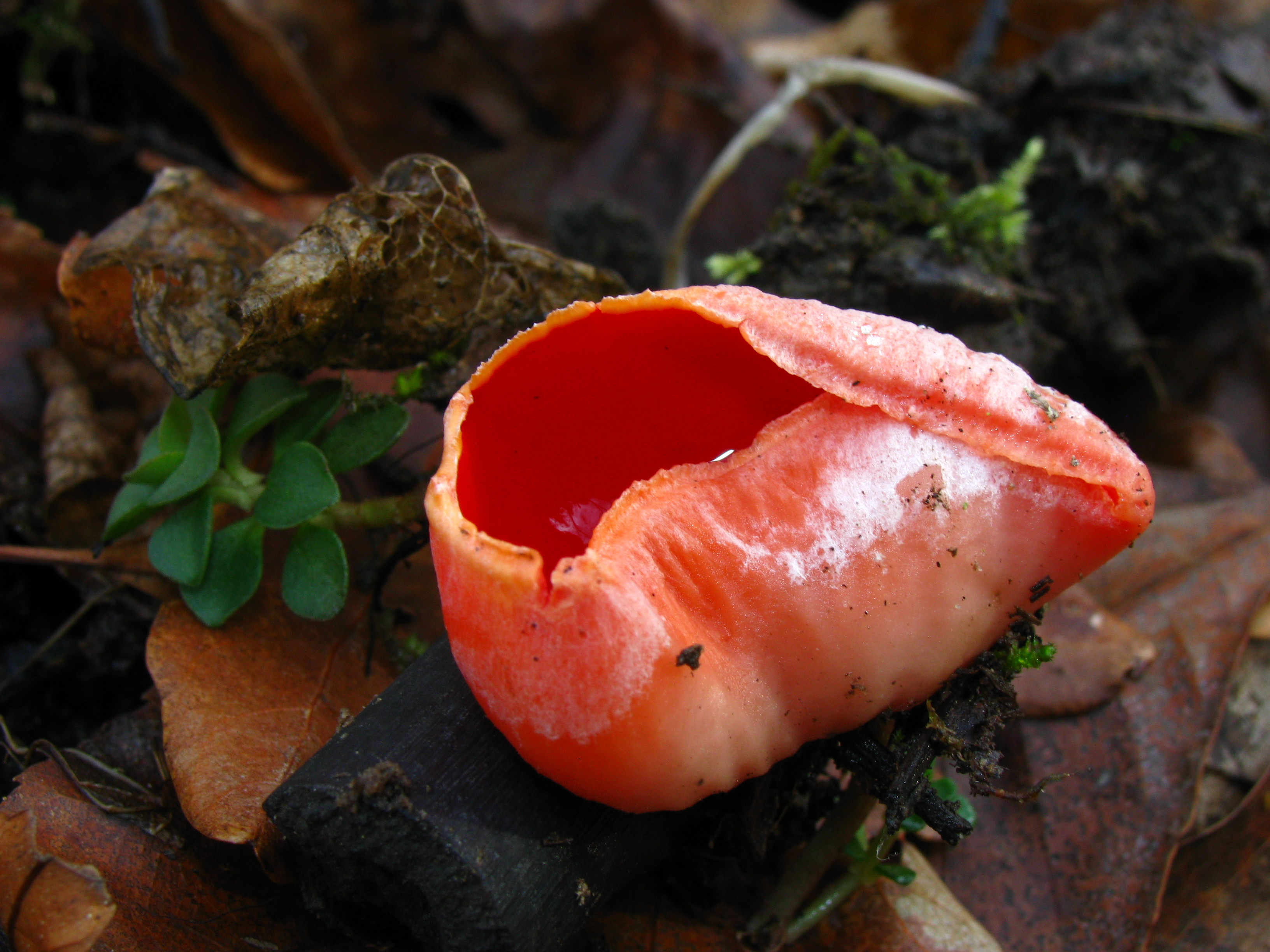
Sarcoscypha dudleyi
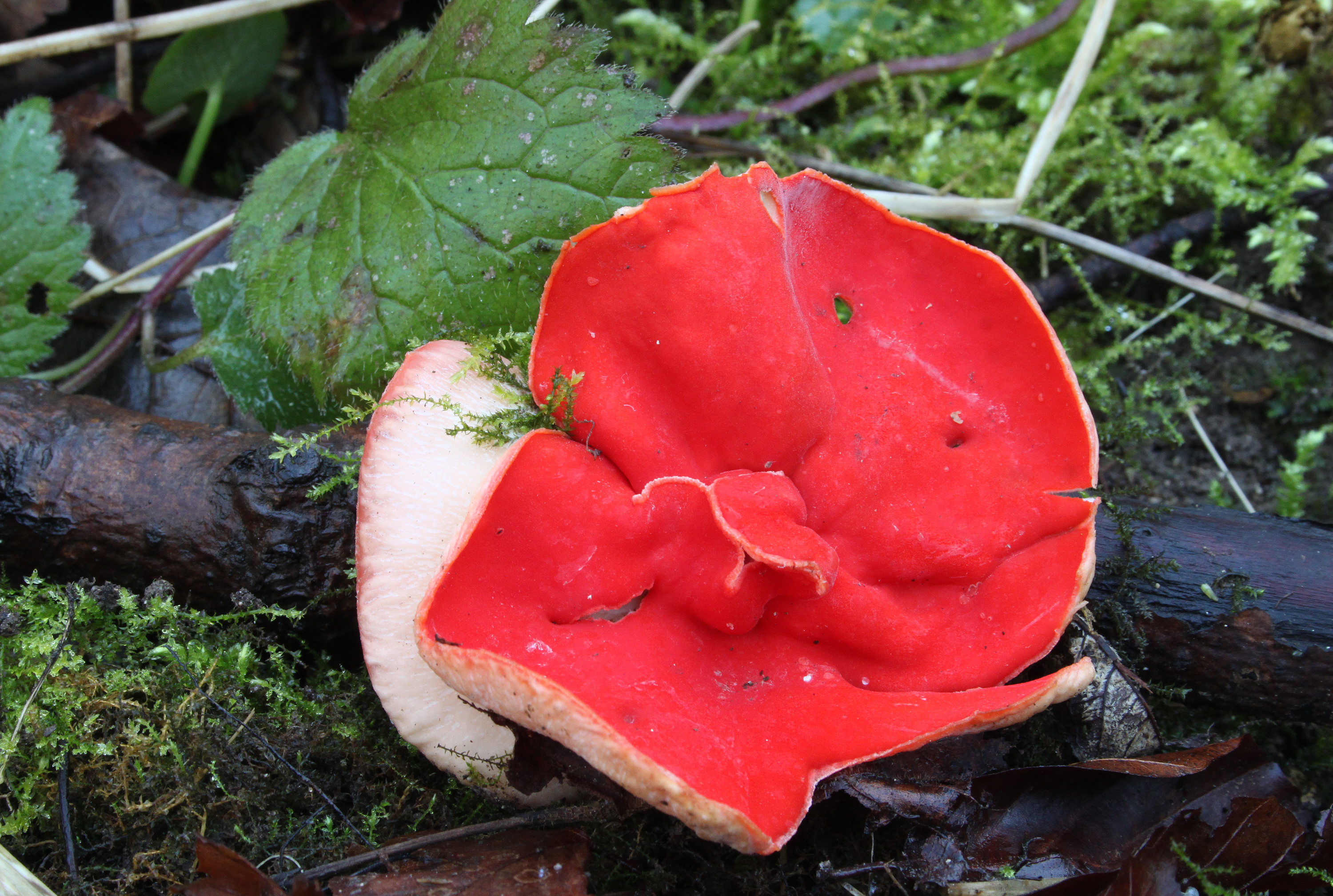
Sarcoscypha jurana
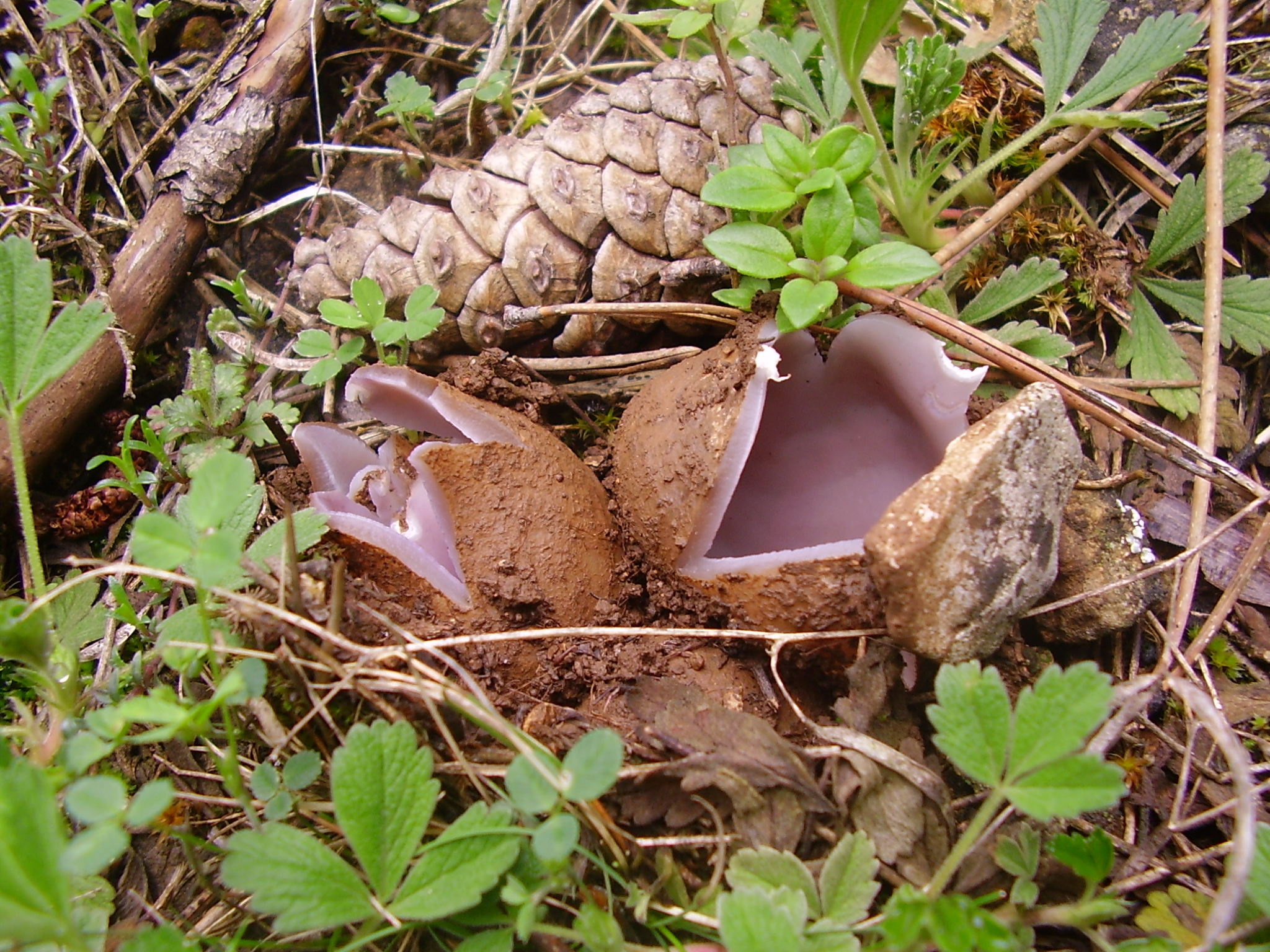
!!Sarcosphaera coronara!!
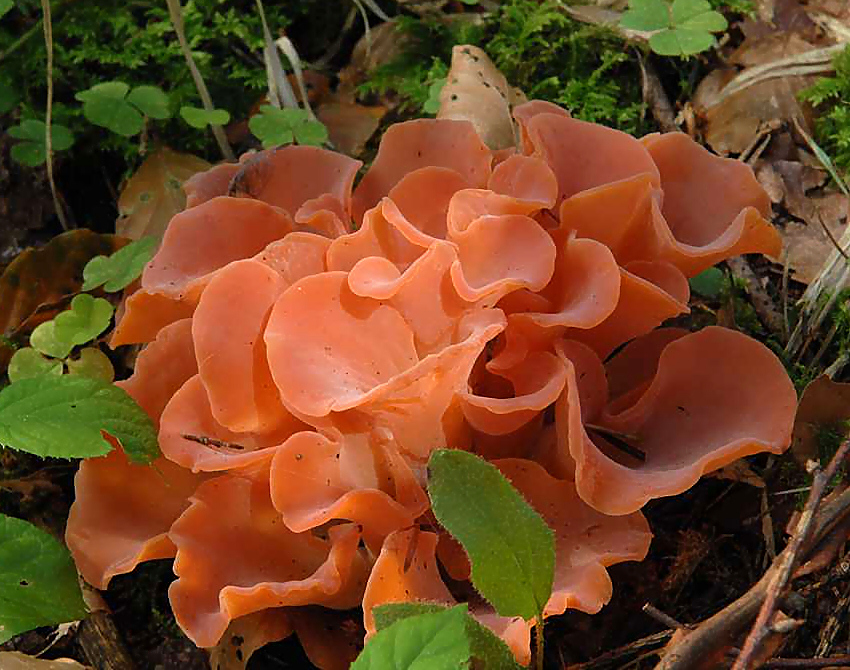
Tremiscus helvelloides sin. Guepina helvelloida

## Valorificare
Pocalul piticilor este comestibilă, dar pentru mulți micologi de valoare gastronomică scăzută. Cel mai bine se prepară ca adăugare la alte soiuri comestibile din încrengătura ascomicetelor. Dar în România sunt folosite pentru mâncăruri delicioase, ca de exemplu un „Calcan la cuptor cu leurdă și urechiușe” sau o supă-cremă cu șampinioni și urechea babei.
Potrivit pentru consum sunt exemplare mai tinere. Nu se recomandă de a fi mâncate crud.

## Bibiliografie
- Bruno Cetto, „I funghi dal vero”, vol. 1-7
- Rose Marie Dähncke: „1200 Pilze in Farbfotos”, Editura AT Verlag, Aarau 2004, p. 526, ISBN 3-8289-1619-8
- Ewald Gerhard: „Der große BLV Pilzführer“ (cu 1200 de specii descrise și 1000 fotografii), Editura BLV Buchverlag GmbH & Co. KG, ediția a 9-a, München 2018, ISBN 978-3-8354-1839-4
- Jean-Louis Lamaison & Jean-Marie Polese: „Der große Pilzatlas“, Editura Tandem Verlag GmbH, Potsdam 2012, ISBN 978-3-8427-0483-1
- J. E. și M. Lange: „BLV Bestimmungsbuch - Pilze”, Editura BLV Verlagsgesellschaft, München, Berna Viena 1977, ISBN 3-405-11568-2
- Hans E. Laux: „Der große Pilzführer, Editura Kosmos, Halberstadt 2001, ISBN 978-3-440-14530-2
- Gustav Lindau: „Kryptogamenflora für Anfänger: Eine Einführung in das Studium der blütenlosen Gewächse für Studierende und Liebhaber“, vol. 2, Editura Julius Springer, Berlin 1922
- Till E. Lohmeyer & Ute Künkele: „Pilze – bestimmen und sammeln”, Editura Parragon Books Ltd., Bath 2014, ISBN 978-1-4454-8404-4
- Elena Cristina Mincu, Răzvan Țuculescu: „Ciupercile din România”, Editura Galaxia Gutenberg, Târgu-Lăpuș 2010
- Meinhard Michael Moser: „Kleine Kryptogamenflora der Pilze – vol. II a.: „Höhere Phycomyceten und Ascomyceten”, Editura Gustav Fischer, Jena 1963